# Frederik Fuglsang
Frederik Nielsen Fuglsang (* 12. Dezember 1887 in Vamdrup, Dänemark; † 2. April 1954 in Berlin) war ein dänischer Kameramann, der hauptsächlich im deutschen Film tätig war.

## Leben und Wirken
Fuglsang erhielt seine fotografische Ausbildung in Dänemark und kam 1911 zur Filmproduktionsfirma Nordisk Film. Dort stieg er in den folgenden zwei Jahren zum Chefkameramann auf. Vor allem betreute Fuglsang fotografisch die Filme Lau Lauritzens. Im Oktober 1915 folgte er einer Einladung nach Berlin und debütierte im Folgejahr bei einem kriegspropagandistischen Streifen. Seine ersten beiden wichtigen Kameraarbeiten leistete er bei Paul Wegeners Märchenfilmen Hans Trutz im Schlaraffenland und Der Rattenfänger. 1917 kehrte Fuglsang für zwei Filmaufträge vorübergehend nach Kopenhagen zurück. Seit 1917 endgültig in Berlin ansässig, erhielt der Däne von der Produktionsfirma PAGU einen mehrjährigen Vertrag.
Dort setzte er bei Der fremde Fürst, Apokalypse und Der Galeerensträfling seine Zusammenarbeit mit Wegener bis 1919 fort. Anschließend arbeitete Frederik Fuglsang auch für andere Regisseure. Anfang der 1920er Jahre war Fuglsang an zwei Detektivserien des Regisseurs Georg Jacoby beteiligt, davon wurde Der Mann ohne Namen 1921 in seiner dänischer Heimat gedreht. Seine späteren Kameraarbeiten waren nur selten für künstlerisch überdurchschnittliche Filme; so trat er als Kameramann auch für die in Deutschland inszenierten dänischer Regisseure Holger-Madsen und Benjamin Christensen (Seine Frau, die Unbekannte, 1923) in Erscheinung.
Überdurchschnittlich gerieten ihm jedoch lediglich seine Fotografien zu den Literaturadaptionen Die Weber von Friedrich Zelnik nach Gerhart Hauptmanns gleichnamigem Drama und Jacques Feyders Therese Raquin nach Émile Zolas Thérèse Raquin. Mit Dich hab’ ich geliebt läutete Fuglsang 1929 das Tonfilm-Zeitalter in Deutschland mit ein.
Wenig später verlor er seine Bedeutung als Bildgestalter beim Film und fotografierte wenig später fast nur noch Kurz- und Dokumentarfilmen. Seit 1940 fotografierte Fuglsang, inzwischen im Deutschen Reich eingebürgert, Dokumentar- und Industriefilme der Eros Film. Sechs bis acht dieser meist kurzen bis mittellangen Filme drehte er allein zwischen 1942 und 1944 Jahr für Jahr. Nach dem Zweiten Weltkrieg fotografierte Frederik Fuglsang wissenschaftliche Filme und war für die DEFA im Gebiet der Farbfilmtechnik aktiv.
Seine Ehefrau war die Schauspielerin Käte Fuglsang (* 24. April 1903 in Berlin).

## Filmografie
- 1914: Et Haremseventyr
- 1914: Høg over Høg
- 1914: Lige for Lige
- 1914: En skilsmisse
- 1915: Arvetanten
- 1915: Alle kneb gælder
- 1915: En dejlig dag
- 1915: Kærlighed og kontanter
- 1915: En kone søges
- 1915: En nydelig Onkel
- 1915: En slem dreng
- 1915: En vandgang
- 1915: Vidunderhunden
- 1917: Løjtnants vandgang
- 1917: Der feldgraue Groschen
- 1917: Hans Trutz im Schlaraffenland
- 1918: Der fremde Fürst
- 1918: Der Rattenfänger
- 1918: Apokalypse (Antikriegskurzfilm)
- 1919: Der Galeerensträfling (2 Teile)
- 1919: Die Tochter des Mehemed
- 1919: Der Mann der Tat
- 1919: Der Tod aus dem Osten
- 1920: Indische Rache
- 1920: Brigantenliebe
- 1921: Der Mann ohne Namen (6 Teile)
- 1922: Seine Exzellenz von Madagaskar (2 Teile)
- 1922: Macht der Versuchung
- 1922: Vanina
- 1922: Der Strom
- 1923: Nora
- 1923: Seine Frau, die Unbekannte
- 1923: Der Evangelimann
- 1924: Ein Traum vom Glück
- 1924: Die Liebesbriefe der Baronin von S…
- 1924: Der geheime Agent
- 1925: Frauen, die man oft nicht grüßt
- 1925: Das Geheimnis der alten Mamsell
- 1925: Briefe, die ihn nicht erreichten
- 1925: Der Bankkrach Unter den Linden
- 1926: Die Mühle von Sanssouci
- 1926: Försterchristl
- 1926: An der schönen blauen Donau
- 1926: Der Veilchenfresser
- 1926: Die lachende Grille
- 1927: Das tanzende Wien
- 1927: Die Weber
- 1928: Therese Raquin
- 1928: Ritter der Nacht
- 1928: Der Ladenprinz
- 1928: Die Heilige und ihr Narr
- 1928: Der rote Kreis
- 1929: Meine Schwester und ich
- 1929: Pat und Patachon als Kannibalen (Hallo! Afrika forude!)
- 1929: Pat und Patachon als Modekönige (Højt på en kvist)
- 1929: Der Hund von Baskerville
- 1929: Die Jugendgeliebte
- 1929: Dich hab’ ich geliebt
- 1930: Moral um Mitternacht
- 1930: Der Korvettenkapitän
- 1931: Grock
- 1931: Elisabeth von Österreich
- 1931: Gloria
- 1931: Nachtkolonne
- 1931: Strohwitwer
- 1933: Alala
- 1935: Eine Seefahrt, die ist lustig
- 1936: Sinfonía vasca
- 1936: Unter dem Pantoffel (Kurzfilm)
- 1937: Die Mühle von Werbellin (Kurzfilm)
- 1937: Stift und seine Bande
- 1937: Die Pfennigschlacht (Kurzfilm)
- 1938: Drops wird Flieger (Kurzfilm)
- 1938: Es surren die Spindeln (Kurzdokumentarfilm)
- 1938: La sposa dei re

## Weblink
- Frederik Fuglsang bei IMDb

| Personendaten    | Personendaten                                   |
| ---------------- | ----------------------------------------------- |
| NAME             | Fuglsang, Frederik                              |
| ALTERNATIVNAMEN  | Fuglsang, Frederik Nielsen (vollständiger Name) |
| KURZBESCHREIBUNG | dänischer Kameramann                            |
| GEBURTSDATUM     | 12. Dezember 1887                               |
| GEBURTSORT       | Vamdrup, Dänemark                               |
| STERBEDATUM      | 2. April 1954                                   |
| STERBEORT        | Berlin                                          |